# كفر مجر
كفر مجر، قرية رئيسية تابعة لمركز دسوق التابع لمحافظة كفر الشيخ في جمهورية مصر العربية.

## الوحدة المحلية بقرية كفر مجر
القرية الرئيسية هي قرية كفر مجر، وتتبعها 2 قرية فرعية و4 عزب وكفور ونجوع:
- كفر مجر: (عزبة الشيخ سلامة).
- دمنكة.
- الصافية: (عزبة أبو حسن، عزبة حمادة، عزبة الشهاوي).

## الموقع والوصف العام
تقع كفر مجر على بعد 8 كم جنوبي مدينة دسوق، بها مدرستان ابتدائي ومدرسة إعدادية ومعهي ديني، ووحدة صحية، وأنشأت بها مشروع الصرف الصحي بالجهود الذاتية عام 1985 م، وبها خمسة مساجد أنشأت كلها بالجهود الذاتية، وبها مشروع متكامل لكفالة اليتيم وإعانة أمهات الأيتام ومستوصف حديث متكامل.
يعتمد أهل القرية غالباً على الزراعة وتربية الحيوانات اقتصادياً، كما أن بها مصانع للبلاستيك والحلويات والعصائر.

## تاريخ
تكونت كفر مجر في العصر العثماني، وذلك بفصلها عن زمام شباس الشهداء.

## أصل التسمية
أنشأ القرية مجر أغا والتي نسبت إليه، وهو والد برويز مجر الذي كان كاشفاً على الغربية الذي قتل سنة 1016 هـ 

## السكان
بلغ عدد سكان كفر مجر  7,946 نسمة، حسب الإحصاء الرسمي لعام 2006، منهم 3,981 ذكر و3,965 أنثى.